# Aeroportul Fairview
Aeroportul Fairview (IATA: ZFW) este un aeroport din Alberta, Canada.
Situat la o altitudine de 661 m, aeroportul dispune de o singură pistă.